# Hugh Bonneville
Hugh Richard Bonneville Williams (Londra, 10 novembre 1963) è un attore britannico.
Grande attore shakespeariano, ha lavorato per la BBC, ma è conosciuto principalmente dal pubblico mondiale per la sua partecipazione nel film Notting Hill e per l'interpretazione di Robert Crawley, Conte di Grantham nella serie per ITV Downton Abbey.
È sposato con Lucinda Evans ed ha un figlio, Felix.

## Filmografia

### Cinema
- Frankenstein di Mary Shelley (Frankenstein), regia di Kenneth Branagh (1994)
- Il domani non muore mai (Tomorrow Never Dies), regia di Roger Spottiswoode (1997)
- Notting Hill, regia di Roger Michell (1999)
- Mansfield Park, regia di Patricia Rozema (1999)
- Blow Dry, regia di Paddy Breathnach (2001)
- High Heels and Low Lifes, regia di Mel Smith (2001)
- I vestiti nuovi dell'imperatore (The Emperor's New Clothes), regia di Alan Taylor (2001)
- Iris - Un amore vero (Iris), regia di Richard Eyre (2001)
- Conspiracy of Silence, regia di John Deery (2003)
- Piccadilly Jim, regia di John McKay (2004)
- Stage Beauty, regia di Richard Eyre (2004)
- Man to Man, regia di Régis Wargnier (2005)
- Follia (Asylum), regia di David Mackenzie (2005)
- Detective a due ruote (Underclassman), regia di Marcos Siega (2005)
- Scenes of a Sexual Nature, regia di Ed Blum (2006)
- Four Last Songs, regia di Francesca Joseph (2007)
- Hola to the World, regia di Esperanza Hill – cortometraggio (2007)
- One of Those Days, regia di Hattie Dalton – cortometraggio (2008)
- French Film, regia di Jackie Oudney (2008)
- Knife Edge - In punta di lama (Knife Edge), regia di Anthony Hickox (2009)
- Glorious 39, regia di Stephen Poliakoff (2009)
- Il segreto di Green Knowe (From Time to Time), regia di Julian Fellowes (2009)
- Critical Eye, regia di Dan Nathan (2010)
- Shanghai, regia di Mikael Håfström (2010)
- Third Star, regia di Hattie Dalton (2010)
- Ladri di cadaveri - Burke & Hare (Burke and Hare), regia di John Landis (2010)
- Monuments Men (The Monuments Men), regia di George Clooney (2014)
- Muppets 2 - Ricercati (Muppets Most Wanted), regia di James Bobin (2014)
- Paddington, regia di Paul King (2014)
- Il palazzo del Viceré (Viceroy's House), regia di Gurinder Chadha (2017)
- Paddington 2, regia di Paul King (2017)
- Ogni tuo respiro (Breathe), regia di Andy Serkis (2017)
- Downton Abbey, regia di Michael Engler (2019)
- Impero criminale (The Corrupted), regia di Ron Scalpello (2019)
- Downton Abbey II - Una nuova era (Downton Abbey II: A New Era), regia di Simon Curtis (2022)
- I Came By, regia di Babak Anvari (2022)
- Bank of Dave, regia di Chris Foggin (2023)
- Paddington in Perù (Paddington in Peru), regia di Dougal Wilson (2024)

### Televisione
- Chancer – serie TV, episodi 1x01-1x02 (1990)
- Dodgem – serie TV, 6 episodi (1991)
- Paul Merton: The Series – serie TV, episodio 2x06 (1993)
- Stalag Luft, regia di Adrian Shergold – film TV (1993)
- Le avventure di Sherlock Holmes (Memoirs of Sherlock Holmes) – serie TV, episodio 1x02 (1994)
- Peak Practice – serie TV, episodio 2x11 (1994)
- Cadfael - I misteri dell'abbazia (Cadfael) – serie TV, episodio 1x02 (1994)
- Between the Lines – serie TV, episodio 3x05 (1994)
- The Vet – serie TV, 6 episodi (1995)
- EastEnders – serie TV, 1 episodio (1995)
- Married for Life – serie TV, 7 episodi (1996)
- Bugs - Le spie senza volto (Bugs) – serie TV, episodio 2x03 (1996)
- Breakout, regia di Moira Armstrong – film TV (1997)
- See You Friday – serie TV, episodio 1x01 (1997)
- The Man Who Made Husbands Jealous, regia di Robert Knights – miniserie TV (1997)
- Get Well Soon – serie TV, 4 episodi (1997)
- Heat of the Sun, regia di Paul Seed – miniserie TV (1998)
- Mosley – serie TV, 4 episodi (1998)
- The Scold's Bridle, regia di David Thacker – film TV (1998)
- Holding the Baby – serie TV (1998)
- Murder Most Horrid – serie TV, episodio 4x04 (1999)
- Thursday the 12th, regia di Charles Beeson – film TV (2000)
- Madame Bovary, regia di Tim Fywell – film TV (2000)
- Take a Girl Like You, regia di Nick Hurran – film TV (2000)
- Hans Christian Andersen: My Life as a Fairy Tale, regia di Philip Saville – film TV (2001)
- The Cazalets – serie TV, 6 episodi (2001)
- Armadillo – serie TV (2001)
- Impact, regia di John Strickland – film TV (2002)
- Guerra imminente (The Gathering Storm), regia di Richard Loncraine – film TV (2002)
- Sous mes yeux, regia di Virginie Wagon – film TV (2002)
- The Biographer, regia di Philip Saville – film TV (2002)
- L'ispettore Barnaby (Midsomer Murders) – serie TV, episodio 5x03 (2002)
- Tipping the Velvet, regia di Geoffrey Sax – miniserie TV (2002)
- Doctor Zhivago, regia di Giacomo Campiotti – film TV (2002)
- Daniel Deronda, regia di Tom Hooper – miniserie TV (2002)
- The Commander, regia di Michael Whyte – film TV (2003)
- Love Again, regia di Susanna White – film TV (2003)
- Hear the Silence, regia di Tim Fywell – film TV (2003)
- The Commander: Virus, regia di Charles Beeson – film TV (2005)
- The Commander: Blackdog, regia di Charles Beeson – film TV (2005)
- The Rotters' Club – serie TV (2005)
- Ti presento i Robinson (The Robinsons) – serie TV, 6 episodi (2005)
- Beau Brummell: This Charming Man, regia di Philippa Lowthorpe – film TV (2006)
- Courting Alex – serie TV, 10 episodi (2006)
- Tsunami (Tsunami: The Aftermath) – miniserie TV, 2 puntate (2006)
- The Vicar of Dibley – serie TV, episodio 5x02 (2007)
- The Diary of a Nobody, regia di Susanna White – film TV (2007)
- Five Days – serie TV, 4 episodi (2007)
- The Replacements - Agenzia sostituzioni (The Replacements) – serie TV, episodio 2x07 (2007) - voce
- Miss Austen Regrets, regia di Jeremy Lovering – film TV (2008)
- Freezing – serie TV, 3 episodi (2007-2008)
- Filth: The Mary Whitehouse Story, regia di Andy De Emmony – film TV (2008)
- Bonekickers - I segreti del tempo (Bonekickers) – serie TV, 6 episodi (2008)
- Il romanzo di Amanda (Lost in Austen), regia di Dan Zeff – miniserie TV, 4 puntate (2008)
- Hunter, regia di Colm McCarthy – miniserie TV (2009)
- Legally Mad, regia di Kenny Ortega – film TV (2010)
- Miss Marple: Assassinio allo specchio (Marple: The Mirror Crack'd from Side to Side), regia di Tom Shankland – film TV (2010)
- Ben Hur, regia di Steve Shill – miniserie TV (2010)
- Poirot (Agatha Christie's Poirot) – serie TV, episodio 12x04 (2010)
- The Silence – serie TV, 4 episodi (2010)
- Doctor Who – serie TV, episodi 6x03-6x07 (2011)
- Rev. – serie TV, episodi 1x04-2x01 (2010-2011)
- Twenty Twelve – serie TV, 13 episodi (2011-2012)
- Getting On – serie TV, episodio 3x06 (2010)
- Mr. Stink, regia di Declan Lowney – film TV (2012)
- Downton Abbey – serie TV, 52 episodi (2010-2015)
- Da Vinci's Demons – serie TV, episodio 1x01 (2013)
- Galavant – serie TV, episodio 1x04 (2014)
- The Gold – serie TV, 6 episodi (2023)
- Le avventure senza capo né coda di Dick Turpin (The Completely Made-Up Adventures of Dick Turpin) – serie TV, 4 episodi (2024)
- Douglas Is Cancelled, regia di Ben Palmer – miniserie TV (2024)
- The Agency – serie TV (2024)

## Doppiatori italiani
Nelle versioni in italiano delle opere in cui ha recitato, Hugh Bonneville è stato doppiato da:
- Luca Biagini in Ladri di cadaveri - Burke & Hare, Downton Abbey, Monuments Men, Paddington, Paddington 2, Downton Abbey, Impero criminale, Downton Abbey II - Una nuova era, Paddington in Perù
- Nino Prester in Detective a 2 ruote, Bonekickers - I segreti del tempo
- Antonio Sanna in Ogni tuo respiro, Tsunami
- Mauro Gravina in Iris - Un amore vero, The Agency
- Stefano Masciarelli in Notting Hill
- Angelo Maggi ne I vestiti nuovi dell'imperatore
- Ivo De Palma in Ti presento i Robinson
- Danilo De Girolamo in Stage Beauty
- Enzo Avolio ne Il romanzo di Amanda
- Stefano Mondini in Five Days
- Gino La Monica in Follia
- Alessandro Rossi in Doctor Who
- Marco Mete ne Il palazzo del viceré
- Lucio Saccone ne L'ispettore Barnaby
- Claudio Moneta in I Came By
- Sergio Lucchetti in The Gold

Da doppiatore è sostituito da:
- Oreste Baldini in Mummie - A spasso nel tempo
- Teo Bellia in Il trenino Thomas - Viaggio oltre i confini di Sodor